# Helmut Pramstaller
Helmut Pramstaller (3 de julio de 1966) es un deportista austríaco que compitió en snowboard, especialista en las pruebas de eslalon y campo a través.
Ganó tres medallas en el Campeonato Mundial de Snowboard, en los años 1996 y 1997.

## Medallero internacional
| Campeonato Mundial | Campeonato Mundial   | Campeonato Mundial | Campeonato Mundial |
| Año                | Lugar                | Medalla            | Competición        |
| ------------------ | -------------------- | ------------------ | ------------------ |
| 1996               | Lienz (Austria)      | Medalla de bronce  | Eslalon gigante    |
| 1996               | Lienz (Austria)      | Medalla de bronce  | Eslalon paralelo   |
| 1997               | San Candido (Italia) | Medalla de oro     | Campo a través     |